# Four Corners (Texas)
Four Corners es un lugar designado por el censo ubicado en el condado de Fort Bend en el estado estadounidense de Texas. En el Censo de 2010 tenía una población de 12.382 habitantes y una densidad poblacional de 1.879,21 personas por km².

## Geografía
Four Corners se encuentra ubicado en las coordenadas 29°40′13″N 95°39′36″O / 29.67028, -95.66000. Según la Oficina del Censo de los Estados Unidos, Four Corners tiene una superficie total de 6.59 km², de la cual 6.58 km² corresponden a tierra firme y (0.12%) 0.01 km² es agua.

## Demografía
Según el censo de 2010, había 12.382 personas residiendo en Four Corners. La densidad de población era de 1.879,21 hab./km². De los 12.382 habitantes, Four Corners estaba compuesto por el 18.6% blancos, el 31.18% eran afroamericanos, el 0.36% eran amerindios, el 34.61% eran asiáticos, el 0.02% eran isleños del Pacífico, el 11.77% eran de otras razas y el 3.46% pertenecían a dos o más razas. Del total de la población el 25.4% eran hispanos o latinos de cualquier raza.